# Калифорнийски заек
Калифорнийският заек (Lepus californicus) е най-разпространеният вид заек в Западните Съединени американски щати и Мексико. Среща се на височина до 3000 м.
Калифорнийският заек има дълги уши и мощни дълги задни крака. Достига дължина около 60 cm и тегло 1.5 – 3 kg.
Калифорнийският заек (Lepus californicus) е най-разпространеният вид заек в Западен САЩ и Мексико. Среща се на височина до 3000 м. Бял новозеландски заек Зайците от бялата новозеландска порода са тясно специализирани за младо заешко месо. Породата е създадена през 1910 г. в САЩ. За първи път са внесени в България през 1970 г., а втори внос се прави през 1977 г. През последните години масово се отглеждат в страната. Живата маса на възрастните животни е 4,5-5,2 кг. Дължината на тялото е 47-49 см. Зайците имат добре изразени месодайни форми, средно дълго тяло, добре развита задна част, широки лопатки, добре замускулена къса шия и широк гръб. Цветът на космената покривка е бял. Ушите са правостоящи, дълги 10-11 см. Очите са безцветни като при всички албиноси, но изглеждат червени, тъй като прозират кръвоносните съдове в очното дъно, а ноктите на краката леко розовеят.
Зайкините много добре понасят така наречените уплътнени озайчвания, т.е. те се заплождат до 10-ия ден след раждането. В развитите страни от тях се получават по 7-8 озайчвания за година. Тези уплътнени озайчвания се получават в резултат на целенасочено водената развъдно-подобрителна работа в съчетание с балансирано хранене и добре организирано гледане на зайците.
С усъвършенстване на технологията на отглеждане и хранене се ликвидира опасността от аборти, причинени от недоимъчно хранене.
Зайкините се отличават с голяма скорозрелост, плодовитост, висока млечност и добри майчини качества. Те се използват за разплод на 4 – 4,5-месечна възраст, когато са достигнали 80% от живата маса на родителите. Раждат 8-10 зайчета, а често пъти и много повече. При отглеждане на зайчетата до 3-месечна възраст и при хранене с целодажбени гранулирани фуражи те достигат жива маса 2,5-2,7 кг, като за един кг прираст изразходват 2,8-3 кръмни единици.
Калифорнийски заек Породата е създадена В САЩ по метода на словното възпроизводително кръстосване. Първоначално през 1923 г. са кръстосани зайци от породите Чинчила с бели новозеландски зайци. Получените кръстоски отново са кръстосани през 1928 г. с хималайски зайци, след което се преминава към вътрешно развъждане.
Калифорнийските зайци, както и новозеландските се характеризират с добре изразени месодайни форми. Те имат малка, лека и слабо гърбоноса глава, къса и добре замускулена шия и дебел слой мускулатура в областта на гърба. Ушите са правостоящи с дължина не по-малка от 10,5-11 см. Тялото е късо, широко и набито. Костната система е здрава и лека, оцветяването е бяло, като ушите, муцунката, лапките и горната част на опашката са черно или тъмнокафяво оцветени.
Калифорнийските зайци са едни от най-скорозрелите. Те се използват за разплод на 4,5 – 5-месечна възраст. Млечността на зайкините е висока и те изхранват 7 – 8 и повече зайчета. Живата маса на възрастните животни е 4,5 – 5,2 кг. В млада възраст достигат жива маса 2,5 – 2,7 кг, и не отстъпват по нищо на белите новозеландски зайци Калифорнийският заек има дълги уши и мощни дълги задни крака.